# Cyclamen repandum
Espèce
Statut CITES
Cyclamen repandum Sm., le cyclamen étalé, est une espèce de plantes à fleurs de la famille des Primulaceae d'origine méditerranéenne, qui se rencontre depuis le sud de la France (Provence, où il est introduit, à l'exception de la forêt de Bestagne dans la presqu'île de Saint-Tropez où il est présumé indigène), en passant par l'Italie, la Corse et la Sardaigne, jusque dans le nord de l’ex-Yougoslavie, l'Albanie et l’île de Corfou. En Algérie on rencontre localement la variété baborense Debussche & Quézel.
Cyclamen repandum est une plante de sous-bois qui fleurit au printemps (avril – mai). Ses fleurs carminées, très rarement blanches (f. album), à base plus foncée sont odorantes. Elles ont des pétales élancés, dont l’extrémité est élégamment contournée. Les feuilles sont larges et souvent marbrées, avec une bordure fortement dentée ou lobée, et ressemblent quelque peu à celles du lierre.

## Espèces apparentées
- Cyclamen rhodium Gorer ex O. Schwarz & Lepper (Syn. Cyclamen peloponnesiacum (Grey-Wilson) Kit Tan) a des feuilles plus larges et moins lobées que celles de Cyclamen repandum et qui sont souvent tachetées.
  - subsp. rhodium, qu'on rencontre à Rhodes et localement à l’île de Cos, a fleurs blanches ou rose pâle à base pourprée et des feuilles plus lobées que les deux autres sous-espèces.
  - subsp. peloponnesiacum J. Compton & Culham, le cyclamen du Péloponnèse, qui remplace Cyclamen repandum dans le sud de la Grèce, a des fleurs roses à carminées ; f. albiflorum a des fleurs blanches.
  - subsp. vividum J. Compton & Culham, à fleurs magenta vif, se rencontre dans l'Est du Péloponnèse.
- Cyclamen balearicum Willk., le cyclamen des Baléares, de taille plus modeste, à fleurs blanches parfois veinées de rose et à feuilles vert grisâtre, endémique des Iles Baléares, se rencontre aussi en stations isolées dans le sud de la France (Languedoc-Roussillon).
- Cyclamen creticum (Dörfl.) Hildebr., le cyclamen de Crète, à plus grandes fleurs blanches ou rosées, se rencontre en Crète et à Karpathos.

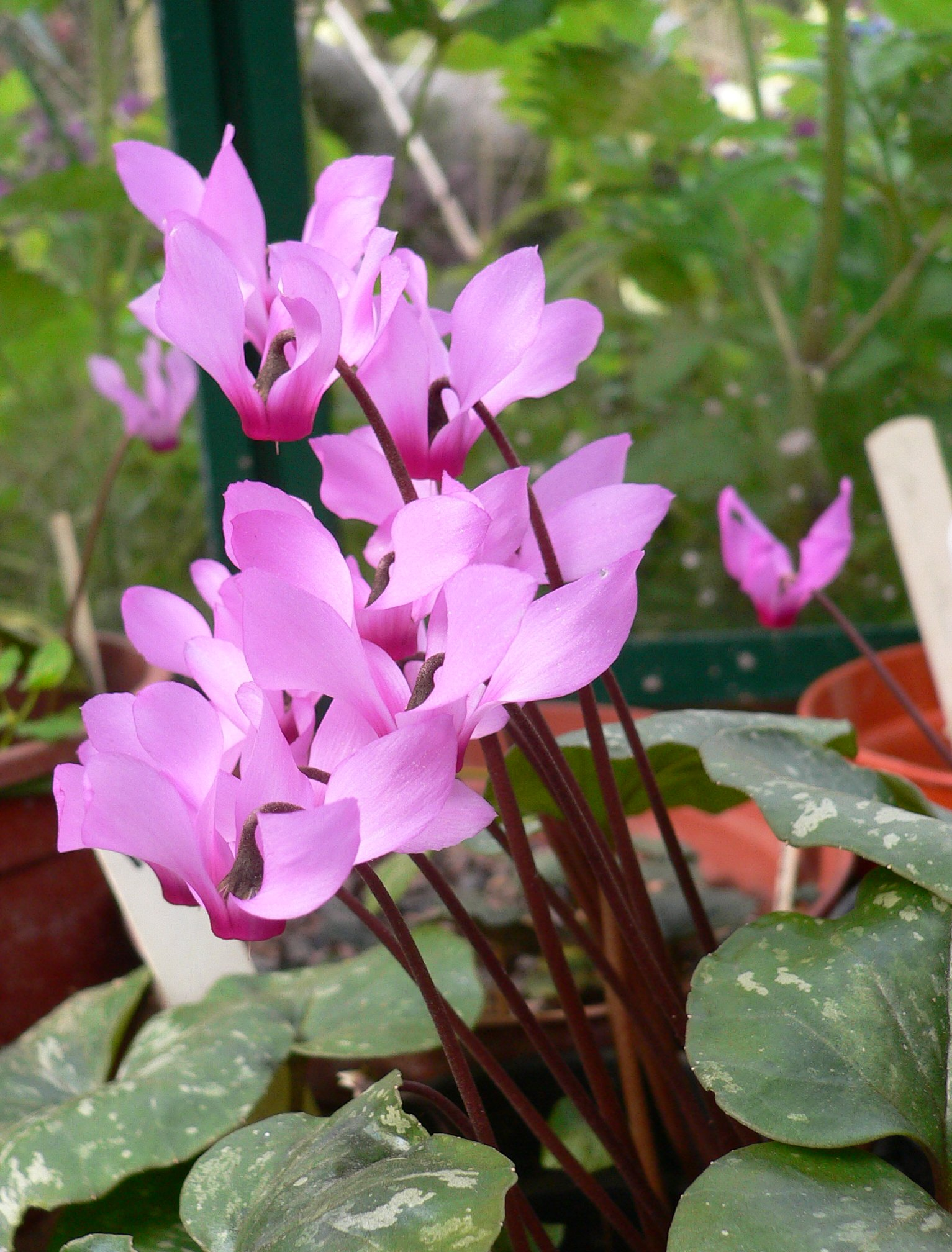
Cyclamen rhodium subsp. peloponnesiacum.
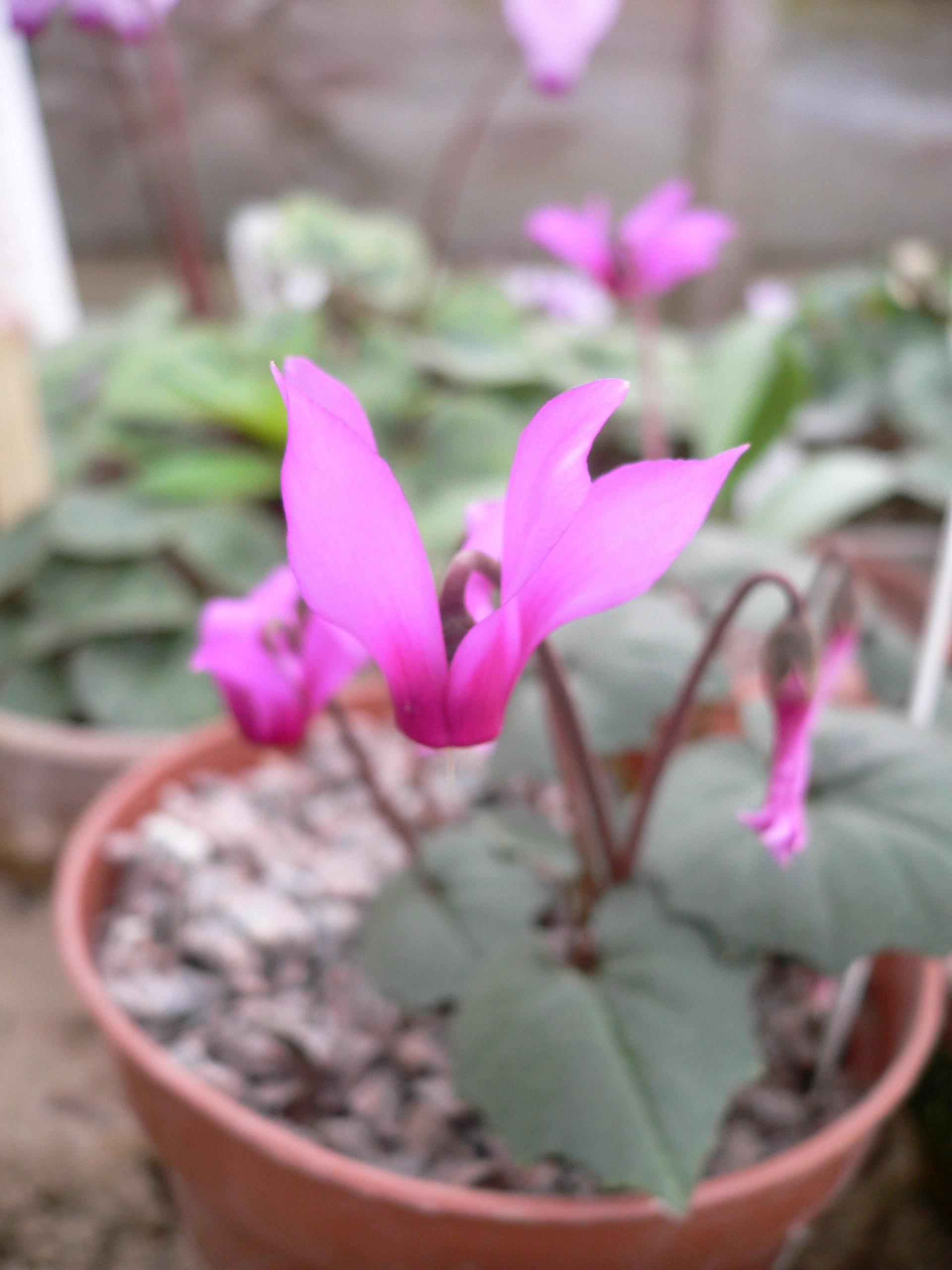
Cyclamen rhodium subsp. vividum.
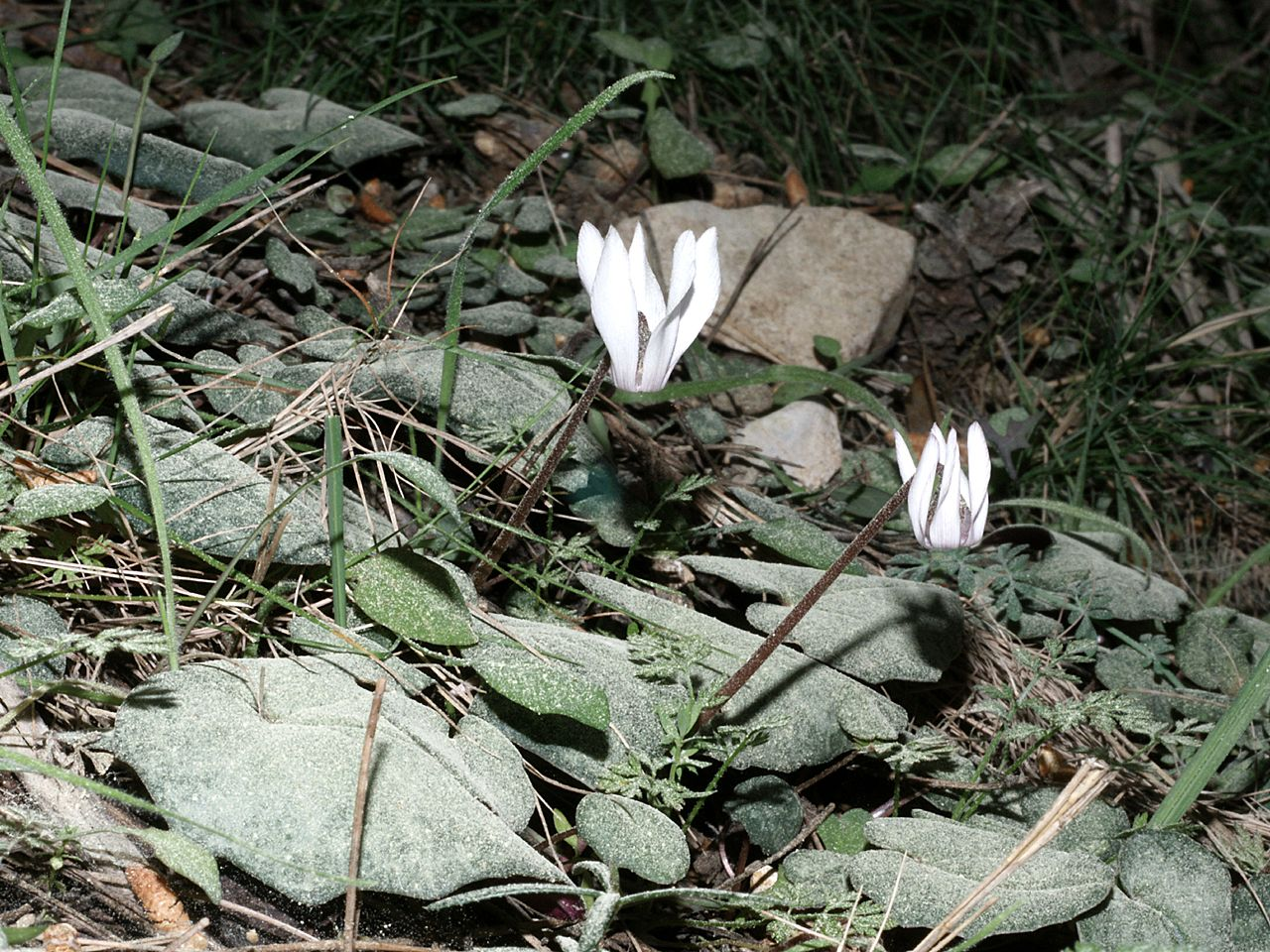
Cyclamen balearicum à Majorque.
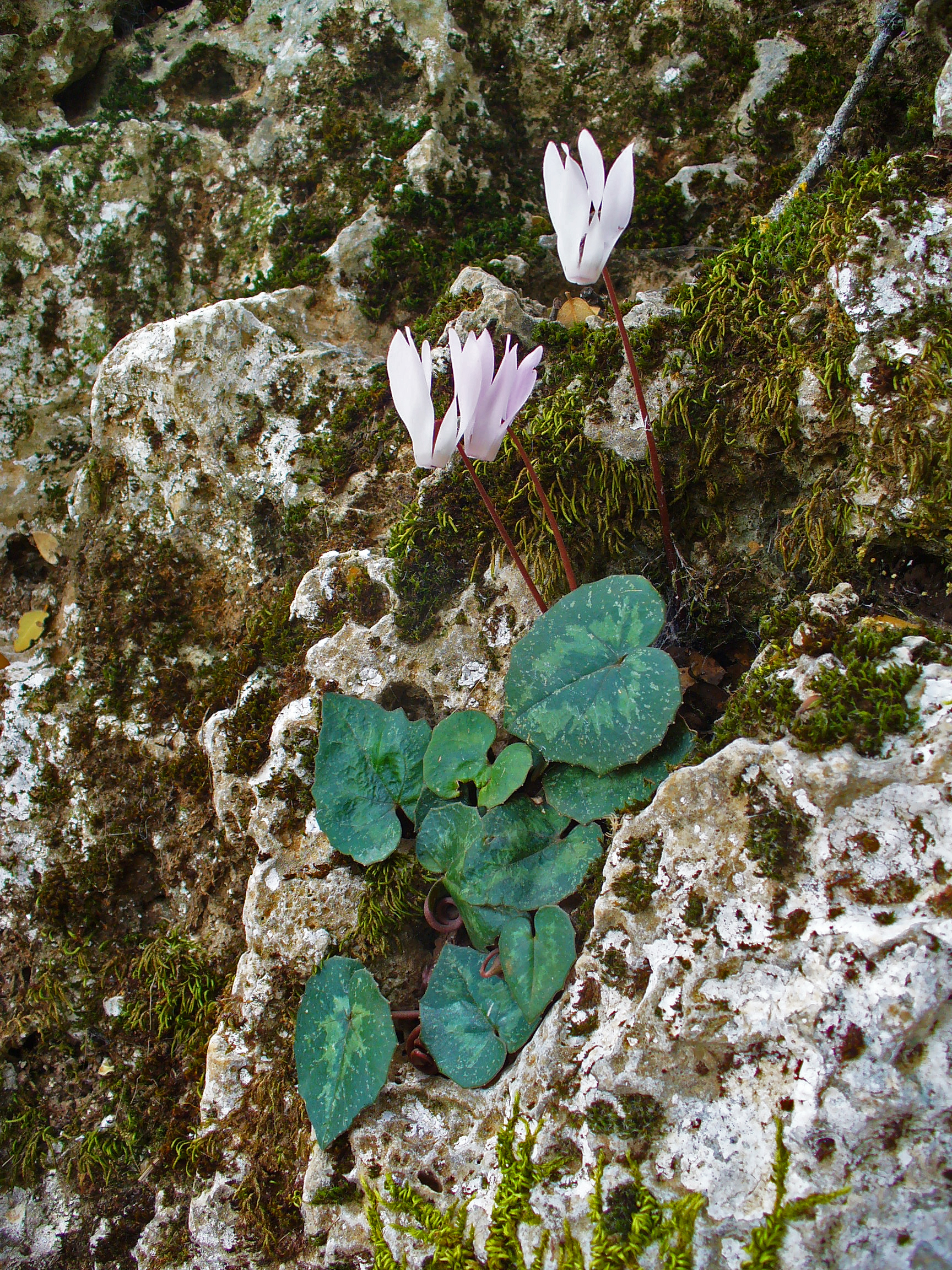
Cyclamen creticum.

Une étude récente a montré que certaines populations de Corse (région de St-Florent) seraient en fait des hybrides Cyclamen repandum × balearicum . L’existence de ces populations mixtes en Corse suggère que Cyclamen balearicum était déjà présent avant l’activité tectonique qui a isolé la Corse des Îles Baléares et du sud de la France.

## Culture

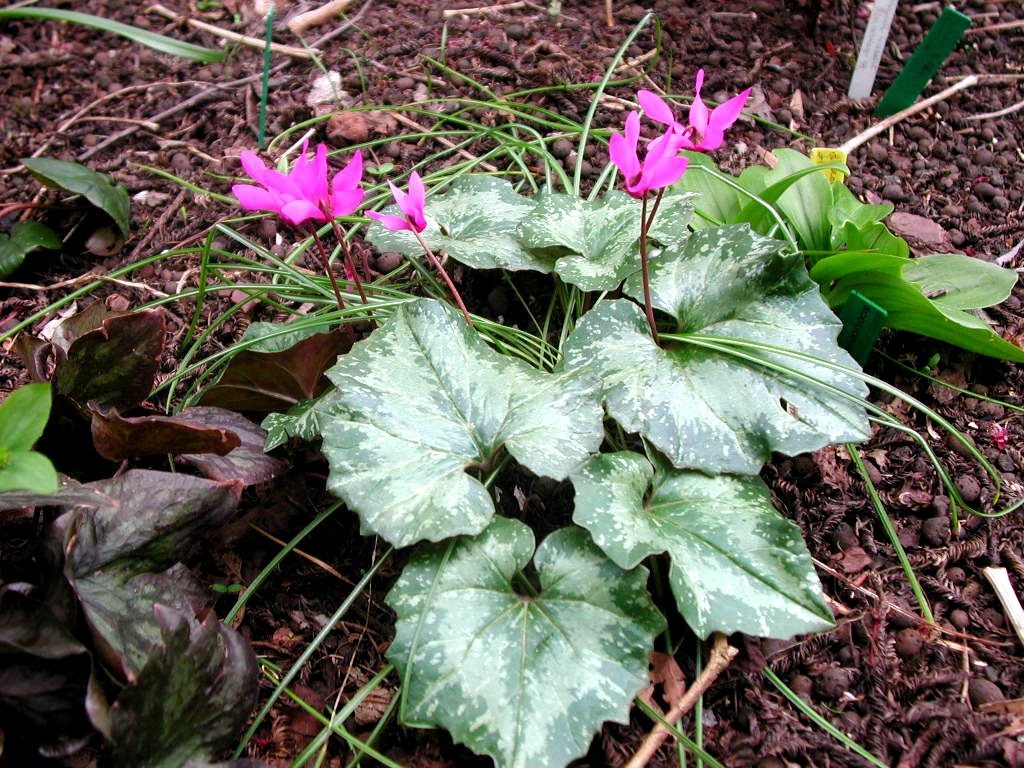
Variété de Cyclamen repandum à feuillage argenté.

Cyclamen repandum craint les fortes gelées. Lorsqu’elle est cultivée en pleine terre, elle doit être plantée dans un endroit protégé des vents froids et en situation semi-ombragée. Les feuilles, très minces, craignent le soleil intense, qui les racornit. Il faut planter ses tubercules plus profondément que ceux des autres espèces.
Les espèces apparentées sont gélives et doivent, sauf dans les régions au climat clément comme le Sud de l’Angleterre ou l’Ouest de la France, être cultivées en serre froide.
Là où Cyclamen repandum et les espèces apparentées sont cultivés ensemble, des hybrides peuvent apparaître. On connaît ainsi les hybrides Cyclamen creticum × Cyclamen balearicum, Cyclamen ×meiklei Grey-Wilson (C. creticum × C. repandum) et Cyclamen ×saundersii Grey-Wilson (C. repandium × C. balearicum).

## Statut de protection
En France, l'espèce est protégée en Languedoc-Roussillon.